# Марјан Мрмић
Марјан Мрмић (Сисак, 6. мај 1965) бивши је  хрватски фудбалер, који је играо на позицији  голмана.

## Каријера
Професионалну каријеру започео је у Младости Петриња 1983. године, а за Динамо Винковци (садашња Цибалија) играо је од 1988. године. Клуб је напустио 1993. године и прешао у Вартекс Вараждин. Године 1996. напустио је Варткес и потписао уговор са турским Бешикташом, где је провео две сезоне, а након тога вратио се да игра у Вараждин. На крају каријере потписао је уговор са белгијским клубом Шарлром, за који је одиграо седам лигашких утакмица и вратио се у Вартекс, где је завршио каријеру 2000. године. Након што је завршио играчку каријеру наставио је да ради у Вартексу као прво помоћни тренер, као и тренер голмана.
У периоду од 1995. до 1999. године Мрмић је за репрезентацију Хрватске одиграо 14 међународних мечева, као голман националног тима. Прву утакмицу за репрезентацију Хрватске одиграо је 11. јуна 1995. године, када је селекција Хрвтске поражена од стране репрезентације Украјине током квалификација за Европско првенство 1996. Пре финала Европског првенства 1996. наступио је и на три пријатељске утакмице репрезентације Хрватске. Одиграо је три утакмице током квалификација за Светско првенство 1998. године.
У јануару 1999. године одиграо је једну утакмицу за Хрватску „Б” репрезентацију, на мечу против Б селекције Француске. Након тога био је други голман Хрватске репрезентације током квалификација за Европско првенство 2000.